# (529938) 2010 TM182
(529938) 2010 TM182 est un objet transneptunien faisant partie des plutinos, d'un diamètre estimé à environ 180 km. 